# Jerko Leko
Pour les articles homonymes, voir Leko.
Jerko Leko (né le 9 avril 1980 à Zagreb, à l'époque en Yougoslavie et aujourd'hui en Croatie) est un ancien footballeur international croate qui évoluait au poste de milieu défensif.
Il n'est pas apparenté avec Ivan Leko (natif de Split) et qui fut également footballeur international croate.

## Biographie
Né à Zagreb, il ne tarde pas à se faire repérer par le club phare de la ville, le Dinamo, alors qu'il est à peine âgé de 20 ans. Après deux années dans le championnat croate, Leko rejoint l'Ukraine, plus précisément à Kiev, où il retrouve un autre Dynamo. En 2004, il est sacré champion d'Ukraine et remporte la Coupe en 2005 et en 2006. La même année, il s'engage avec l'AS Monaco. Décrit comme un joueur rugueux, parfois maladroit, Leko s'est montré bien moins efficace au poste de milieu droit, où son coach Ricardo l'utilise souvent. En revanche dans l'axe du milieu, son niveau reste bien plus correct. 
En équipe nationale, Leko a 59 capes à son actif. Il dispute notamment la Coupe du monde 2006, en compagnie de son frère, mais la Croatie ne put passer le premier tour, terminant derrière le Brésil et l'Australie. Habitué de la sélection, il est désigné comme le successeur de Niko Kovač. Il a notamment disputé l'Euro 2008 en Autriche où son équipe a atteint les quarts, éliminé par la Turquie.
Il inscrit quelques buts lors de la saison 2008-2009, notamment lors de la rencontre amicale Juventus – AS Monaco comptant pour la coupe de Messine (Monaco remporte la victoire aux tirs au but). Lors du match du 12 avril 2009 (Lyon 2-2 Monaco), il inscrit le 1er but monégasque sur une passe décisive de Park Chu-young.
En manque de temps de jeu, il déclare vouloir quitter l'ASM en décembre 2009. Il quittera finalement le Rocher en fin de saison, son contrat arrivant à terme. En juin 2010, il s'engage alors avec le club turc du Bucaspor pour une durée de 3 ans.
Le 25 mai 2011, il rejoint le Dinamo Zagreb pour deux ans avec qui il devient champion dès sa première saison.

## Statistiques détaillées en championnat
| Année     | Équipe            | Championnat | Matchs | Buts |
| --------- | ----------------- | ----------- | ------ | ---- |
| 2000-2001 | Dinamo Zagreb     | Division 1  | 18     | 0    |
| 2001-2002 | Dinamo Zagreb     | Division 1  | 25     | 4    |
| 2002-2003 | Dinamo Zagreb     | Division 1  | 4      | 1    |
| 2002-2003 | Dynamo Kiev       | Division 1  | 18     | 3    |
| 2003-2004 | Dynamo Kiev       | Division 1  | 21     | 3    |
| 2004-2005 | Dynamo Kiev       | Division 1  | 16     | 1    |
| 2005-2006 | Dynamo Kiev       | Division 1  | 6      | 0    |
| 2006-2007 | AS Monaco         | Ligue 1     | 28     | 1    |
| 2007-2008 | AS Monaco         | Ligue 1     | 29     | 1    |
| 2008-2009 | AS Monaco         | Ligue 1     | 24     | 2    |
| 2009-2010 | AS Monaco         | Ligue 1     | 4      | 0    |
| 2010-2011 | Bucaspor          | Süper Lig   | 30     | 2    |
| 2011-2012 | Dinamo Zagreb     | Division 1  | 23     | 2    |
| 2012-2013 | Dinamo Zagreb     | Division 1  | 14     | 2    |
| 2013-2014 | Dinamo Zagreb     | Division 1  | 25     | 1    |
| 2014-2015 | Dinamo Zagreb     | Division 1  | 1      | 0    |
| 2014-2015 | Lokomotiva Zagreb | Division 1  | 29     | 4    |
| 2015-2016 | Lokomotiva Zagreb | Division 1  | 26     | 0    |

## Palmarès

### En club
| - Dinamo Zagreb - Championnat de Croatie : - Vainqueur : 2003, 2012, 2013, 2014 et 2015. - Coupe de Croatie : - Vainqueur : 2001, 2002, 2012. - Supercoupe de Croatie : - Vainqueur : 2002. |  | - Dynamo Kiev - Championnat d'Ukraine : - Vainqueur : 2003 et 2004. - Coupe d'Ukraine : - Vainqueur : 2003 et 2005. - Supercoupe d'Ukraine : - Vainqueur : 2004. |  | - AS Monaco - Coupe de France : - Finaliste : 2010. |